# Kai Forbath
Kai August Forbath (* 2. September 1987 in Santa Monica, Kalifornien) ist ein US-amerikanischer American-Football-Spieler auf der Position des Kickers. Er wurde nach dem Draft 2011 als Free Agent von den Dallas Cowboys verpflichtet, bei denen er aber verletzungsbedingt kein Spiel bestritt. Nach einem kurzen Zwischenspiel bei den Tampa Bay Buccaneers folgten Stationen bei den Washington Redskins, den New Orleans Saints, den Minnesota Vikings und den Jacksonville Jaguars. Auf ein Intermezzo bei den New England Patriots folgte eine Anstellung bei den Cowboys, bevor er kurzzeitig im Practice Squad der Carolina Panthers und der Chicago Bears stand. Zuletzt spielte er für die Los Angeles Rams.

## College
Forbath besuchte die University of California, Los Angeles (UCLA) und spielte von 2007 bis 2010 für deren Team, die Bruins, College Football, wobei er bei 104 Versuchen 102 Field Goals erzielte.

## NFL
Trotz seiner guten Leistungen im College fand Forbath beim NFL Draft 2011 keine Berücksichtigung, wurde jedoch im August 2011 von den Dallas Cowboys als Free Agent verpflichtet, konnte sich aber verletzungsbedingt nicht durchsetzen und wurde 2012 entlassen, ohne auch nur ein einziges Spiel bestritten zu haben.

### Washington Redskins
Nachdem er die Saisonvorbereitung mit den Tampa Bay Buccaneers absolviert hatte, aber noch vor Beginn der Regular Season entlassen wurde, verpflichteten ihn im Oktober 2012 die Washington Redskins als Ersatz für den verletzten Billy Cundiff. Forbath wusste zu überzeugen und blieb auch die folgenden beiden Saisons der Kicker des Teams. 2015 wurde er nach dem ersten Spiel entlassen.

### New Orleans Saints
Am 19. Oktober 2015 wurde er von den New Orleans Saints verpflichtet, um Zach Hocker zu ersetzen.
Am 6. September 2016 wurde Forbath von den Saints entlassen, statt ihm wurde der Rookie Wil Lutz verpflichtet.

### Minnesota Vikings
Nachdem die Minnesota Vikings während der laufenden Saison 2016 Blair Walsh entlassen hatten, verpflichteten sie Forbath am 16. November 2016 und gaben ihm einen Zweijahresvertrag. Dieser wurde zwar am 20. März 2018 um ein weiteres Jahr verlängert, allerdings entließen die Vikings Forbath am 20. August 2018 und entschieden sich dafür, mit dem neu gedrafteten Kicker Daniel Carlson in die Saison 2018 zu gehen.

### Jacksonville Jaguars
Nach der Leistenverletzung ihres Stammkickers Josh Lambo konnte sich Forbath gegen drei weitere Kandidaten durchsetzen und wurde am 14. Dezember 2018 von den Jacksonville Jaguars verpflichtet. Nach Ende der Spielzeit wurde er wieder entlassen.

### New England Patriots
Am 29. November 2019 nahmen die New England Patriots Forbath unter Vertrag, nachdem ihr vorheriger Kicker Nick Folk wegen einer Blinddarmoperation ausgefallen war.

### Rückkehr zu den Dallas Cowboys
Am 9. Dezember 2019 nahmen die Dallas Cowboys Forbath ein zweites Mal unter Vertrag, nachdem er bei einem Workout überzeugen konnte, welches aufgrund großer Unzufriedenheit über die Leistungen des vorherigen Kickers der Cowboys, Brett Maher, abgehalten wurde. Zunächst verlängerten die Cowboys den Vertrag mit Forbath für die Saison 2020, allerdings konnte er sich nicht gegen Greg Zuerlein durchsetzen und wurde daher am 1. August wieder entlassen.

### Carolina Panthers
Am 19. September 2020 holten die Carolina Panthers Forbath in ihren Practice Squad, entließen ihn aber zwei Tage später. Kurz darauf nahm Carolina Forbath erneut unter Vertrag, um ihn wenige Tage später erneut zu entlassen.

### Chicago Bears
Am 9. Oktober nahmen die Chicago Bears Forbath in ihren Practice Squad auf.

### Los Angeles Rams
Am 20. Oktober verpflichteten die Los Angeles Rams Forbath für ihren 53-Mann-Kader. In zwei Spielen für die Rams verwandelte Forbath zwei von drei Field Goals sowie vier von fünf Extrapunktversuchen, bevor er auf die Injured Reserve List gesetzt wurde. Nach dem Ende der Regular Season lösten die Rams den Vertrag mit Forbath auf.